# Konrad Huber (Theologe)
Konrad Huber (* 1965 in Heinfels) ist ein österreichischer römisch-katholischer Theologe und Neutestamentler.

## Leben
Konrad Huber studierte von 1983 bis 1989 Fachtheologie und selbständige Religionspädagogik an der Katholisch-Theologischen Fakultät der Universität Innsbruck (Mag. theol. 1989). Von 1989 bis 1994 absolvierte er ein Doktoratsstudium an der Katholisch-Theologischen Fakultät der Universität Innsbruck. Nach der Promotion 1994 zum Dr. theol. mit einer Arbeit zu den Jerusalemer Streitgesprächen des Markusevangeliums und der Habilitation 2006 für das Fach „Neutestamentliche Bibelwissenschaft“ an der Katholisch-Theologischen Privatuniversität Linz mit einer Arbeit zu den Christusvisionen in der Offenbarung des Johannes. Seit 2006 war er Universitätsdozent für Neutestamentliche Bibelwissenschaft an der Katholisch-Theologischen Privatuniversität Linz und außerordentlicher Universitätsprofessor für Neutestamentliche Bibelwissenschaft am Institut (seit 2007); vorher Universitätsassistent (1993–2001) bzw. Assistenzprofessor (2001–2007). Von Oktober 2010 bis Juli 2011 vertrat er die Professur für Neutestamentliche Bibelwissenschaft an der Katholisch-Theologischen Privatuniversität Linz.
Am 1. Oktober 2011 wurde er zum Professor für Neues Testament an der Katholisch-Theologischen Fakultät der Johannes Gutenberg-Universität Mainz ernannt. Seine Forschungs- und Interessenschwerpunkte sind das Johannesevangelium, die Offenbarung des Johannes und die neutestamentliche Christologie bzw. Bibeltheologie.

## Schriften (Auswahl)
- Jesus in Auseinandersetzung. Exegetische Untersuchungen zu den sogenannten Jerusalemer Streitgesprächen des Markusevangeliums im Blick auf ihre christologischen Implikationen (= Forschung zur Bibel, Band 75). Echter, Würzburg 1995, ISBN 3-429-01641-X (Dissertation).
- Einer gleich einem Menschensohn. Die Christusvisionen in Offb 1,9–20 und Offb 14,14–20 und die Christologie der Johannesoffenbarung (= Neutestamentliche Abhandlungen, Band 51). Aschendorff, Münster 2007, ISBN 3-402-04799-3 (Habilitationsschrift).
- als Herausgeber mit Rainer Klotz und Christoph Winterer: Tot sacramenta quot verba. Zur Kommentierung der Apokalypse des Johannes von den Anfängen bis ins 12. Jahrhundert. Aschendorff, Münster 2014, ISBN 978-3-402-12887-9.
- als Herausgeber mit Thomas Hieke: Bibel falsch verstanden. Hartnäckige Fehldeutungen biblischer Texte erklärt. Katholisches Bibelwerk, Stuttgart 2020, ISBN 978-3-460-25527-2.
- als Herausgeber mit Thomas Hieke: Bibel um-gehen. Provokative und irritierende Texte der Bibel erklärt. Katholisches Bibelwerk, Stuttgart 2022, ISBN 978-3-460-25544-9.